# كلود ر. بورتر
كلود ر. بورتر (بالإنجليزية: Claude R. Porter)‏ هو محامي وسياسي أمريكي، ولد في 8 يوليو 1872، وتوفي في 17 أغسطس 1946. حزبياً، نشط في الحزب الديمقراطي. وقد انتخب عضو مجلس ولاية آيوا وانتخب عضو مجلس نواب ولاية ايوا.